# وارازدات کاراپتیان
وارازدات کاراپتیان (ارمنی: Վարազդատ Կարապետյան؛ زادهٔ ۱۱ آوریل ۱۹۷۴) یک اقتصاددان و سیاستمدار اهل ارمنستان است که از تاریخ ۲۰۱۹ تا تاریخ ۲۰۲۱ سمت نمایندگی دوره هفتم مجلس ملی جمهوری ارمنستان را برعهده داشت.

## زندگی‌نامه
در ۱۱ آوریل ۱۹۷۴ در سوان به دنیا آمد و از دانشگاه دولتی ایروان فارغ‌التحصیل شد. 